# Naissaar
Naissaar (švédsky Nargö, německy Nargen, česky též Ženský ostrov) je největší ostrov ve Finském zálivu. Nachází se na severovýchodním okraji Tallinnnského zálivu a od pevniny je vzdálen 9,5 km. Ostrov je v kraji Harjumaa a náleží Estonsku.

## Geografie

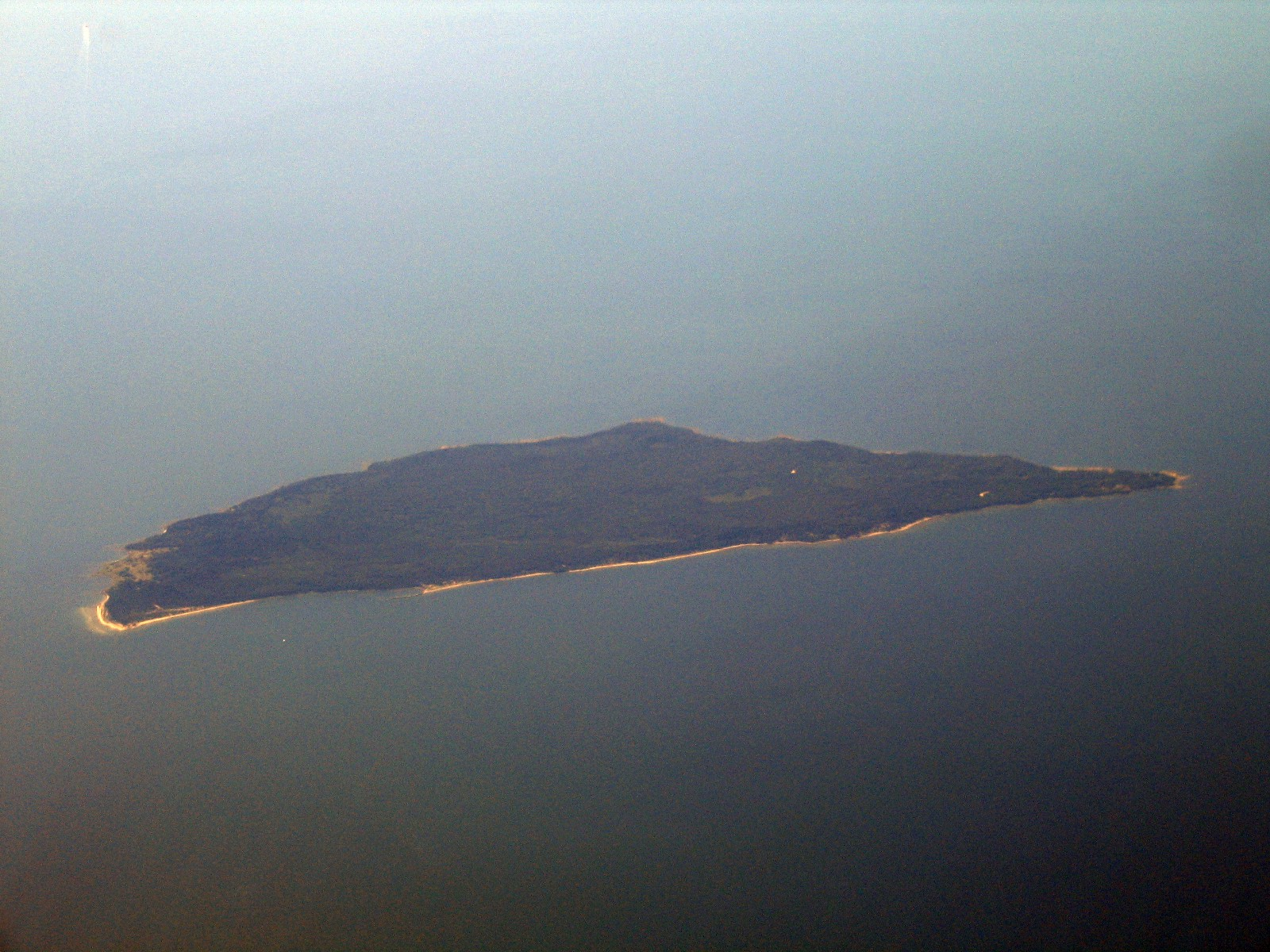
Letecký pohled na Naissaar

Ostrov je situován na severním předpolí Baltského klintu. Rozkládá se na 18,7 km2, což z něj činí šestý největší ostrov Estonska. Jeho nejvyšší část, která dnes dosahuje výšky 27 m na návrší Kunilamägi, se poprvé objevila v důsledku postglaciálního zdvihu nad hladinou moře pravděpodobně na začátku období Litorinského moře zhruba 7700–7500 let př. n. l. Podloží ostrova tvoří krystalické horniny nacházející se v hloubce 114 m. Na nich spočívají čtvrtohorní depozity ledovcového, litorálního a eolitického původu. Svrchní vrstvy jsou tvořeny převážně písky a štěrkopísky. Povrch ostrova je povětšinou plochý až mírně zvlněný, s četnými známkami dřívějšího zalednění. Nachází se zde řada bludných balvanů, z nichž největší nesou jména Põlendikukivi, Lehtmetsakivi, Männiku rändrahn a Väike-Heinamaa suurkivi. Na pobřeží jsou typické nízké štěrkové pobřežní valy, před nimiž se rozprostírají kamenité pláže přerušené občasnými výspami vybíhajícími do moře. Na severovýchodním pobřeží je pobřeží vyšší. V lokalitě Savikallas dosahuje výšky až 7 m a tvoří jej jílovité usazeniny.

## Příroda

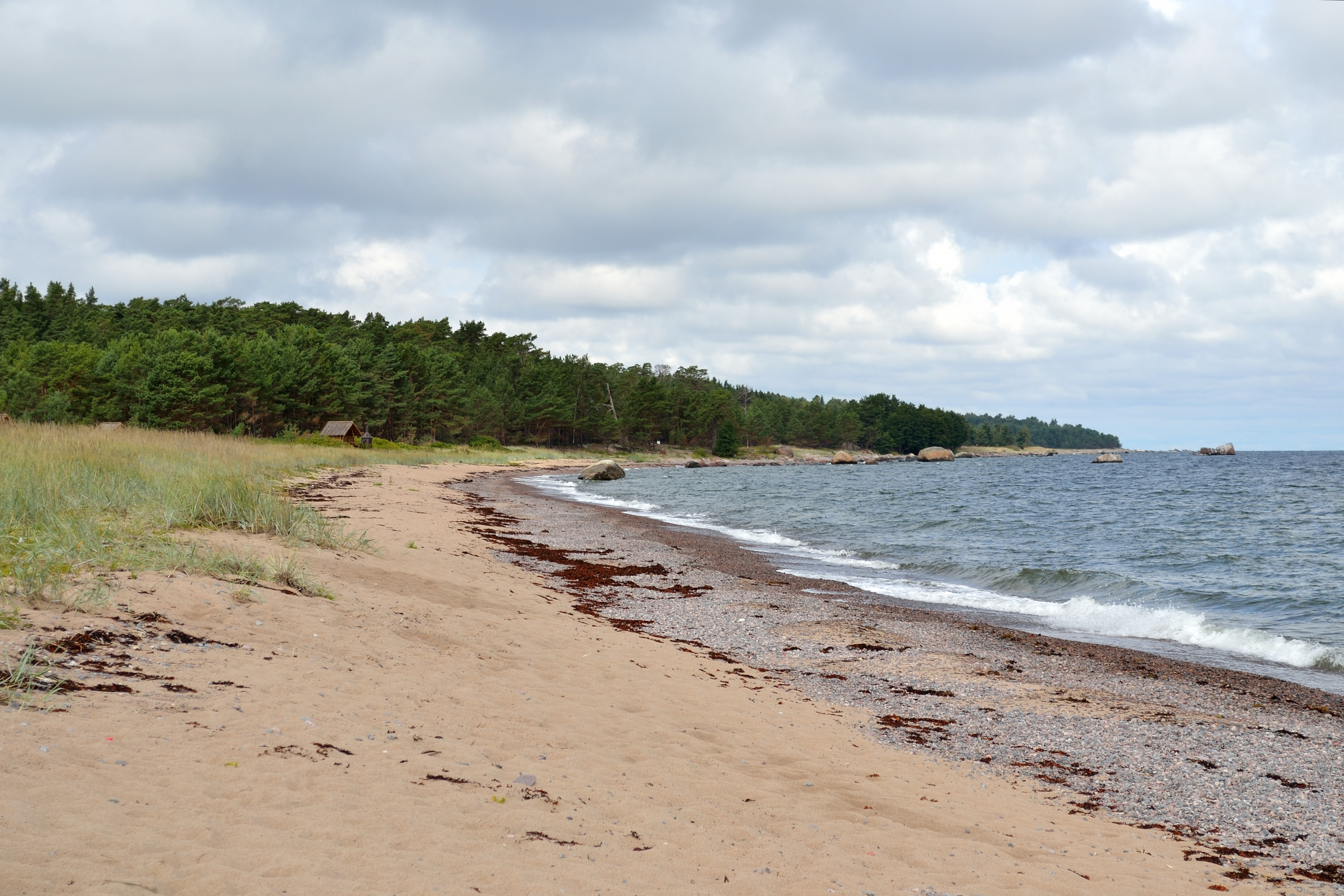
Pláž na východním pobřeží ostrova

Botanicky patří Naissaar k severoestonské pobřežní nížinné oblasti. Na ostrově výrazně dominují lesy, které zabírají více než 80 % z celkové plochy. Vzhledem k písčitým půdám rostou v lesích suchomilné druhy, převládající dřevinou jsou borovice. V centrální oblasti se vyskytují také mokřady a bažinaté lesy. Na východním pobřeží ostrova se v lokalitě Taani kuninga aed (česky Zahrada dánského krále) nachází oproti zbytku ostrova výrazně druhově pestřejší les, kde se podařilo obnovit původní podobu zalesněné louky.
Na pobřeží rostou rozsáhlé křoviny tvořené růží svraskalou, na plážích se pak vyskytuje ječmenice písečná a chráněný hrachor pobřežní.
Místní chudé půdy nikdy neposkytovaly vhodné podmínky k zemědělství, přesto však ostrov charakterizuje značná druhová rozmanitost. Botanici zde napočítali přes 450 druhů vyšších rostlin a přes 150 druhů mechů a lišejníků.

## Dějiny

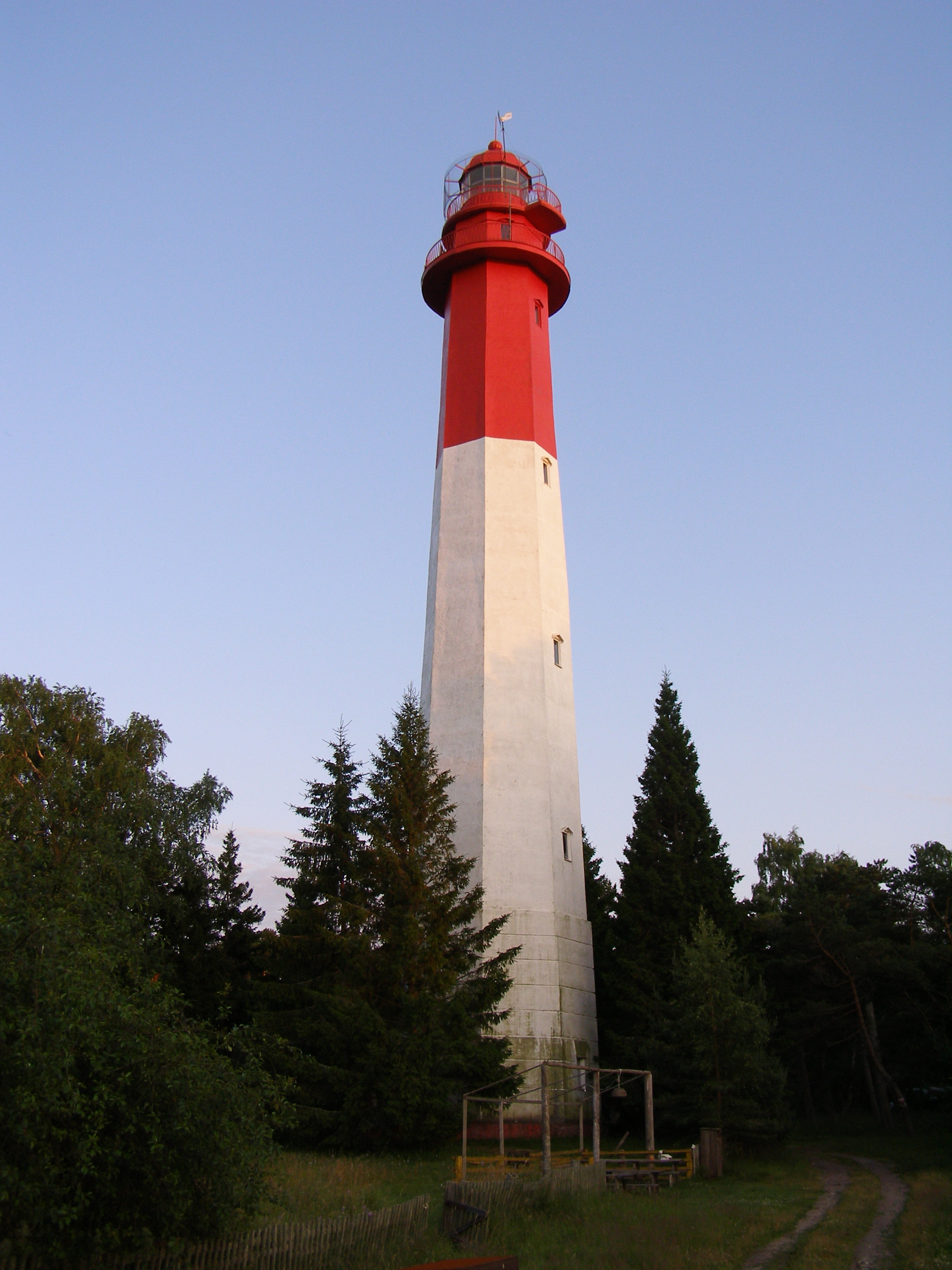
Maják na mysu Pikasääre

První zmínka písemná zmínka o ostrově pochází z 11. století z kroniky brémského mnicha Adama, kde je ostrov označen latinským názvem Terra feminarum (česky Ženská země). Nálezy arabských mincí z 8. až 10. století však dokládají, že ostrov měl čilé obchodní styky se vzdálenými kraji již dávno před tím.
Nejstarší záznam o osídlení ostrova je z roku 1469, kdy na ostrově žilo 9 švédských rodin. V roce 1705 zde Švédové zřídili menší vojenskou pevnost. Po skončení severní války se dostal ostrov stejně jako celé Estonsko do područí Ruska, které se rozhodlo vybudovat na mysu Vallkarelli námořní pevnost. Nedlouho po jejím dokončení v roce 1727 byl Naissaar označen za vojenské území a civilní obyvatelstvo bylo odsud vystěhováno. Období izolace však trvalo poměrně krátce a již roku 1748 vydaly úřady první povolení k usídlení se na ostrově bratřím Stephanu a Hansi Åmanovým. Místní komunita se pomalu rozrůstala a v polovině 19. století zde žilo 188 lidí, z nichž dvě třetiny tvořili Švédové a zbylou třetinu Estonci. V letech 1853–1856 byl postaven první kostel zasvěcený Panně Marii, který spadal pod správu svatomichalské farnosti v Tallinnu. S příchodem švédského učitele roku 1874 začalo postupné pošvédšťování ostrova, které trvalo až do roku 1925, kdy byla v místní škole zřízena estonská třída. V této době byl hlavním zdrojem obživy rybolov, lov tuleňů a lodivodské služby lodím směřujícím do tallinnského přístavu.
Těsně před vypuknutím první světové války zasáhli do života ostrovanů opět plánovači carské armády. Vzhledem k strategické poloze ostrova bylo rozhodnuto, že primární linie obrany před námořním útokem na Petrohrad se bude nacházet v této části Finského zálivu. Hlavní palebná síla měla být soustředěna na Naissaar, na druhé straně zálivu hrála podpůrnou úlohu pevnost na poloostrově Porkkala. Civilní obyvatelstvo bylo v létě 1914 opět vystěhováno, tentokrát jim ovšem vyplatily carské úřady na tehdejší dobu poměrně štědré odškodnění za vyvlastněné pozemky a zrušená povolení k rybolovu. Stavbu pevností provázela četná zdržení a na sklonku roku 1917 bylo dokončeno jen 7 z původně plánovaných 10 baterií. Kromě toho bylo postaveno velitelské stanoviště a vybudována úzkorozchodná železnice.

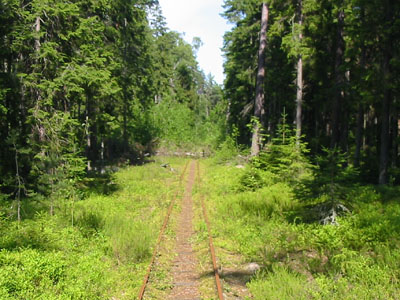
Úzkorozchodná železnice

Na konci roku 1917 došlo pod vlivem Velké říjnové revoluce v místní vojenské posádce ke vzpouře. Vzbouřenci čítající 80-90 mužů pod vedením Stěpana Petričenka vyhlásili na ostrově Sovětskou republiku vojáků a stavitelů pevností ostrova Nargen. Rebelie však skončila poměrně záhy, když se 26. února 1918 na ostrově na žádost estonské vlády vylodila německá vojska, před nimiž početně slabší bolševici prchli po moři do Kronštadtu. Před svým útěkem ovšem stačili vyhodit do povětří všechny dělostřelecké baterie a vypálit místní kostel.
Po skončení války a estonské pozemkové reformě se část původních obyvatel na ostrov vrátila. Vzhledem k nízkým cenám pozemkům a levným úvěrům se sem přistěhovali i noví usedlíci, především z Prangli a Viimsi. Lodivodské řemeslo však bylo zestátněno a většina z ostrova pocházejících lodivodů a kapitánů zůstala v Tallinnu. Roku 1934 žilo na ostrově 450 lidí, z toho 155 Švédů a 291 Estonců. V roce 1938 byl vybudován nový kostel. Půvabný ostrov však lákal i estonskou smetánku a řada z bohatých obyvatel nedalekého Tallinnu si zde v meziválečném období postavila rekreační chaty. Neupadl však ani vojenský význam ostrova a na ostrově byla vybudována nová opevnění, ovšem vzhledem k změněným geopolitickým podmínkám byla palebná síla směrována na východ a zdejší opevnění hrálo jen podpůrnou úlohu baterií umístěných na ostrově Aegna.

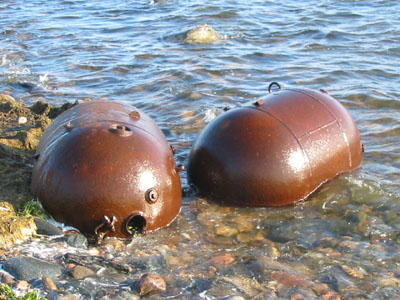
Námořní miny z období sovětské okupace

Na začátku druhé světové války ostrov obsadila Rudá armáda a obyvatelstvo ostrova bylo opět vystěhováno. Během německé okupace bylo lidem dovoleno se do svých domovů vrátit. V roce 1944 však už bylo zřejmé, že se zde Němci dlouho neudrží a většina obyvatel švédského původu dala přednost dobrovolnému odchodu do Švédska. Zbylí byli z ostrova odsunuti po okupaci Estonska sovětskými vojsky, kdy byl ostrov prohlášen za uzavřenou vojenskou zónu. V letech 1949–1953 byla uprostřed ostrova vybudována továrna na námořní miny a rozsáhlé skladiště pro úschovu vyrobených min. Celý výrobní komplex podléhal přísnému režimu utajení, byl obehnán několika ploty z ostnatého drátu a obklopen bezpečnostními zónami hlídanými nejmodernějšími zabezpečovacími systémy. S přístavem a kasárnami byl spojen úzkorozchodnou železnicí.
Po odchodu sovětských vojsk v roce 1994 byly na ostrově ponechané miny zneškodněny, ale jejich kovové schránky je dodnes možné vidět na mnoha místech. Ačkoli po vojácích zbyla citelná ekologická zátěž v podobě znečištění těžkými kovy a ropnými produkty, ostrovní ekosystém jako celek nebyl vážně zasažen, neboť vojáci nevyužívali místní lesy jako zdroj stavebního materiálu. Roku 1995 byla na celém území ostrova vyhlášena rezervace Naissaare looduspark (česky Přírodní park Naissaar).

## Současnost
Naissaar administrativně spravuje obec Viimsi a v roce 2009 bylo na ostrově přihlášeno k pobytu 9 obyvatel, z nichž jen několik zde žilo celoročně. Místní přístav na východním pobřeží je ve špatném stavu, je zanesený pískem a přístavní molo viditelně potřebuje opravu. Zakotvit je tu možné jen na vlastní nebezpečí. Z původních 38 km železnice je dnes v provozu jen krátký úsek z bývalých kasáren v Männiku do přístavu a podmínečně i dále ke skladu min. Na ostrově se nacházejí dva majáky. Větší z nich byl postaven roku 1960 na mysu Pikasääre na
severu ostrova, menší leží na mysu Hülgekari na jihovýchodním pobřeží.
V létě je Naissaar oblíbeným cílem turistů, které láká bohatá vojenská historie ostrova a místní příroda. V poslední době stoupá i počet lidí, kteří si zde postavili rekreační chatu. V letním období na ostrov pravidelně jezdí ze starého tallinnského přístavu (Vanasadam) loď Monica.